# Terra preta

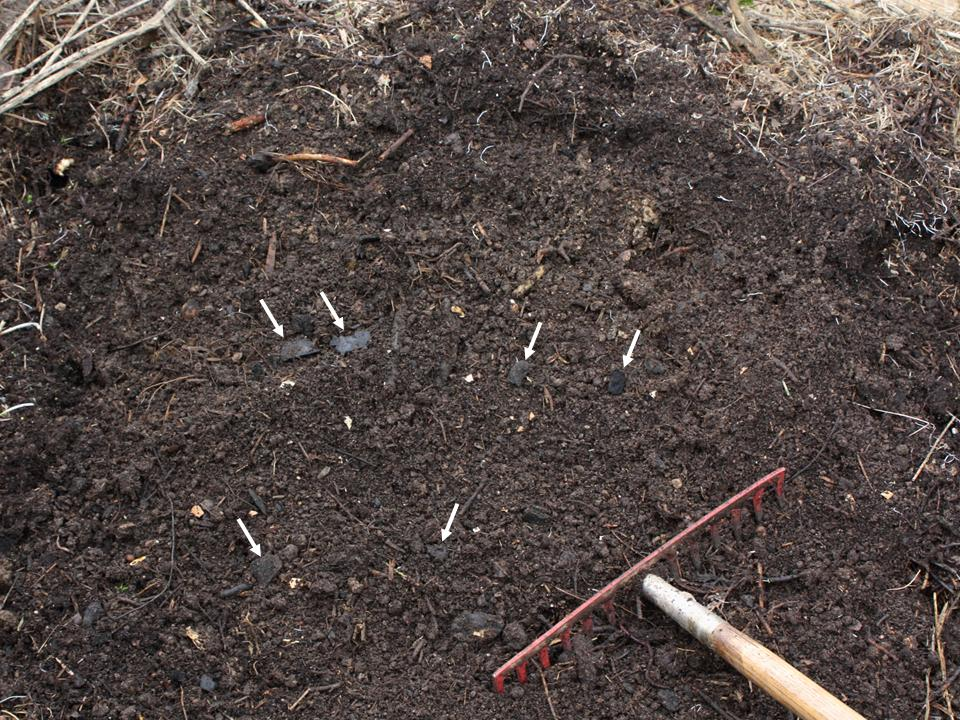
Terra preta

Terra preta (do indio) is een zeer vruchtbare zwarte grondsoort, die 10% van het Amazonebekken bedekt. Deze grond moet 1500 tot 2800 jaar geleden ontstaan zijn. Terra Preta werd nagelaten door een lang vergeten beschaving, waarvan tegenwoordig nog slechts enkele indianenstammen over zijn. Ze zou gecreëerd zijn door uit planten in de omgeving houtskool te maken en deze te mengen met de aanwezige aarde. Deze techniek wordt als analogie op slash-and-burn weleens slash-and-char genoemd (Engels: charcoal = houtskool).
De ontdekkingsreiziger Charles Orton maakte in 1870 als eerste melding van de zwarte grond in zijn boek The Andes and the Amazon. In 1879 beschreef Herbert Smith de verbazingwekkend goede groei van suikerriet op deze grond. De Wageningse bodemkundige Wim Sombroek schreef in 1966 de eerste wetenschappelijk studie over Terra Preta onder de titel Amazon Soils.
Behalve veel houtskool worden in Terra Preta ook visbeenderen en potscherven aangetroffen. Daardoor staat onomstotelijk vast dat deze grondsoort onder invloed van de mens is ontstaan.
Terra Preta kan tot negen procent koolstof bevatten. Dit heeft geleid tot het idee koolstof via Terra Preta in de grond op te slaan, in plaats van deze in de vorm van kooldioxide in de dampkring te laten bijdragen aan het broeikaseffect. Voor zulke kunstmatige Terra Preta is de naam biochar bedacht. Via pyrolyse zou organisch afval moeten worden gesplitst in gassen (die vervolgens als biobrandstof kunnen dienen) en een vast koolstofrijk residu, dat met grond kan worden vermengd. De koolstof zou dan voor honderden of zelfs duizenden jaren zijn vastgelegd. Het proces komt neer op een sterk vertragen van de biologische koolstofkringloop: het organisch afval zou anders zijn koolstof veel sneller aan de atmosfeer teruggeven.
Klimaatwetenschappers, tropische landbouwkundigen en ontwikkelingswerkers zijn sterk geïnteresseerd in het concept, omdat het toelaat een aantal enorme problemen simultaan aan te pakken. Door arme tropische bodems veel vruchtbaarder te maken kan de ontbossing veroorzaakt door 'slash-and-burn' landbouw teruggeschroefd worden. Bovendien leidt de verhoogde gewasopbrengst tot grotere voedselzekerheid onder de 300 tot 500 miljoen arme boeren die aan de rand van tropische wouden aan landbouw doen. Wanneer ten slotte moderne pyrolyse-systemen worden geïntroduceerd bij deze bevolkingen kunnen zij voor het eerst van moderne energie-diensten genieten. De energie in kwestie is koolstof-negatief, en de biochar is een restproduct van de opgewekte elektriciteit. Moderne energie-diensten verhinderen het gebruik van weinig duurzame brandstoffen en verminderen verder de houtkap.
In zijn recente studie over de wijze waarop de mensheid koolstofdioxide uit de atmosfeer kan (en moet) halen, beschouwt de beroemde Amerikaanse klimaatwetenschapper James Hansen biochar als een van de meest realistische opties. Andere opties omvatten de opslag van biogene CO2 in geologische formaties (zoals uitgeputte olie- en gasvelden).
Recent werd het Biochar Fonds opgericht, een organisatie die biochar aanwendt om enkele van de grootste problemen in de ontwikkelingswereld simultaan aan te pakken: honger, ontbossing, energie-armoede en klimaatverandering.

## Bron
Jos Wassink, Indianen redden het klimaat, De Pers, vrijdag 23 november 2007, bladzijde 16.